# 森野美咲 (ソプラノ歌手)
森野 美咲 (もりの みさき、英: Misaki Morino、10月24日 - ) は、岡山県岡山市出身のソプラノ歌手。東京藝術大学音楽学部声楽科ソプラノ専攻卒業。
2011年よりオーストリア・ウィーン在住。

## 経歴
5歳からピアノを習いはじめ、音楽に合わせて体を動かすことが好きな子供だった。中学時代はテニス部に所属。岡山城東高校に進学し、同校で合唱部の顧問をしていた父の勧めもあり入部して音楽活動を継続。ピアニストの木口雄人は高校の同級生である。
東京藝術大学 声楽科へ進学し、上京して上野で学生生活を送る。大学での同級生に宮里直樹（テノール）、池内響（バリトン）、對馬佳祐（ヴァイオリン）。
2011年に渡欧し留学、ウィーンを拠点とする。2014年にウィーン国立音楽大学修士課程を首席修了、ガルス音楽祭に出演しヨーロッパでの公演デビュー。しかし渡欧後しばらくは年間数十のオーディションを受けるも落選が続き、厳しい期間だったと自身で述懐している。以後研鑽を続け、第87回(2018年度)日本音楽コンクール・声楽部門第1位、2019年五島記念文化賞 オペラ新人賞を受賞など評価を高める。2020年には第27回ヨハネス・ブラームス国際コンクール声楽部門で日本人初の第1位受賞、ヨーロッパの音楽界に足跡を刻む。バロック、オペラ、現代音楽、日本の楽曲などレパートリーが幅広く新進ソプラノ歌手として音楽文化の振興に寄与していると評された。自身で作詞も手掛けることもある。
各国を公演で回るため旅が多く、ウィーンに滞在しているのは年の4分の1くらいと述べている。2022年には故郷・岡山での凱旋公演が実現。2023年にNHKニューイヤーオペラコンサート初出演、2024年東急ジルベスターコンサート初出演など実績を重ねている。

## 受賞歴
- 2018年 第87回日本音楽コンクール 声楽部門第1位
- 2019年 五島記念文化賞 オペラ新人賞
- 2019年 岡山藝術文化賞グランプリ
- 2020年 ヨハネス・ブラームス国際コンクール 声楽部門1位
- 2021年 エネルギア文化・スポーツ財団 エネルギア音楽賞
- 2022年 福武教育文化賞
- 2022年 マルセン文化大賞
- 2022年 出光音楽賞

## 人物
- さそり座、辰年、血液型B型。子供の時は情報クイズ番組『世界ふしぎ発見』が好きで、世界を旅してクイズの問題を出題するお姉さんになりたいと思っていた[8]。
- アルコール類での晩酌が好きだが、公演の1週間前から飲まないよう努力している。そのほかの好きなものには占い（特にタロット占い）が好きだと述べている。
- ラーメンが苦手。蕎麦も食物アレルギーが出るため食べられない。
- 自宅のあるウィーンのプロサッカークラブ「ラピート・ウィーン」の応援歌を自身のYouTubeチャンネルで歌唱し公開している。当時新型コロナウィルスの世界的流行により舞台やスポーツ界は観客を迎え入れることができない共通の問題下にあり、共に頑張り、応援する意図が込められていた[9]。
- 2019年のNPBオールスターゲーム第2戦（甲子園球場）に招かれ、試合開始前に君が代独唱を披露した。